# Gustaf Viktor Rydingsvärd
Gustaf Viktor Rydingsvärd, född 9 mars 1867 i Rölanda socken, Älvsborgs län, död okänt år, var en svensk-amerikansk freskomålare och dekorationsmålare.
Han var son till lanthandlaren Axel Georg Rydingsvärd och Emma Cecilia Holmström samt bror till skulptören Karl Rydingsvärd. Han utbildade sig till freskomålare i Sverige och var under några år verksam i Sverige innan han utvandrade till Amerika. Hans huvudsakliga arbetsuppgifter i Amerika blev dekorationsmåleri.  